# Cyclocephala discolor
Cyclocephala discolor är en skalbaggsart som beskrevs av Herbst 1792. Cyclocephala discolor ingår i släktet Cyclocephala och familjen Dynastidae. Inga underarter finns listade i Catalogue of Life.